# Skogskyrkogården, Jönköping
För andra betydelser, se Skogskyrkogården (olika betydelser).
Skogskyrkogården är en begravningsplats vid Ljungarum söder om Jönköping. 
Skogskyrkogården anlades 1941, och 1970 tillkom en minneslund. Skogskyrkogården är kulturminnesmärkt sedan 1996. Åren 1953-1958 byggdes Skogskapellet.,
Kyrkogården drabbades den 27 mars år 2000 av ett uppmärksammat fall av gravskändning, vilket var ett av flera brott som kopplades till bränderna i Bäckaby gamla kyrka och Kulla kapell i april-maj samma år.

### Fotnoter
1. ↑  ”Skogskyrkogården”. Svenska kyrkan Jönköping. Arkiverad från originalet den 23 juli 2015. https://web.archive.org/web/20150723022725/http://www.svenskakyrkanjonkoping.se/svenska-kyrkan/kyrkogardsforvaltningen-2/kyrkogardar/skogskyrkogarden/#.VVYLPvntmkp. Läst 15 maj 2015.
2. ↑  Peter Björneblad (23 juni 2000). ”Rockbandet brände kyrkor”. Aftonbladet. http://wwwc.aftonbladet.se/nyheter/0006/23/mordbrand.html. Läst 3 augusti 2012.